# Prefectura Okinawa

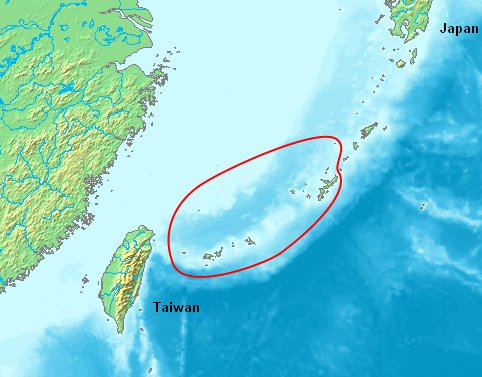

Prefectura Okinawa (沖縄県 Okinawa-ken?,  în limba locală: Uchinā) este una din prefecturile din Japonia.

## Geografie

### Insule principale

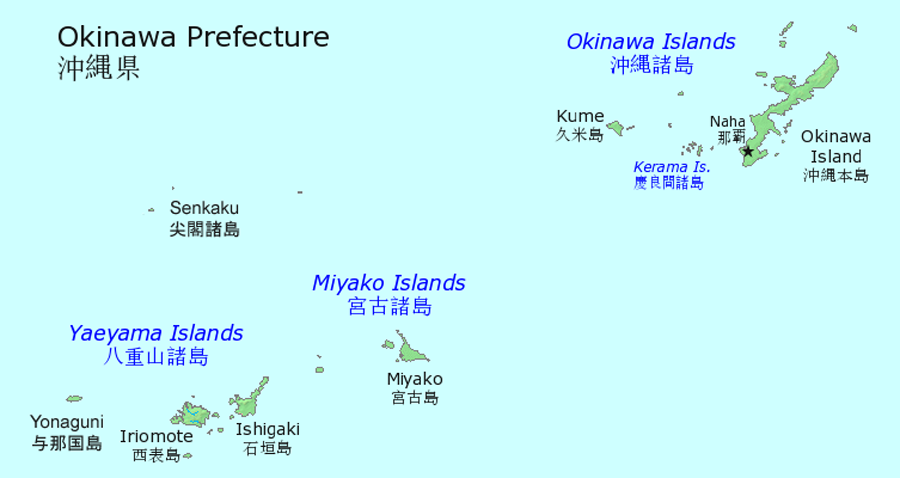
Insulele din componenţa prefecturii Okinawa

În componența prefecturii intră partea de sud a arhipelagului Ryukyu (琉球諸島 Ryūkyū-shotō?). Insulele populate de regulă sunt împărțite în trei grupuri:
| - Insulele Okinawa (沖縄諸島 Okinawa Shotō?) - Ie-jima - Kume-jima - Insula Okinawa - Insulele Kerama | - Insulele Miyako - Miyako-jima | - Insulele Yaeyama - Iriomote-jima - Insula Ishigaki - Yonaguni |

### Municipii

Harta prefecturii Okinawa

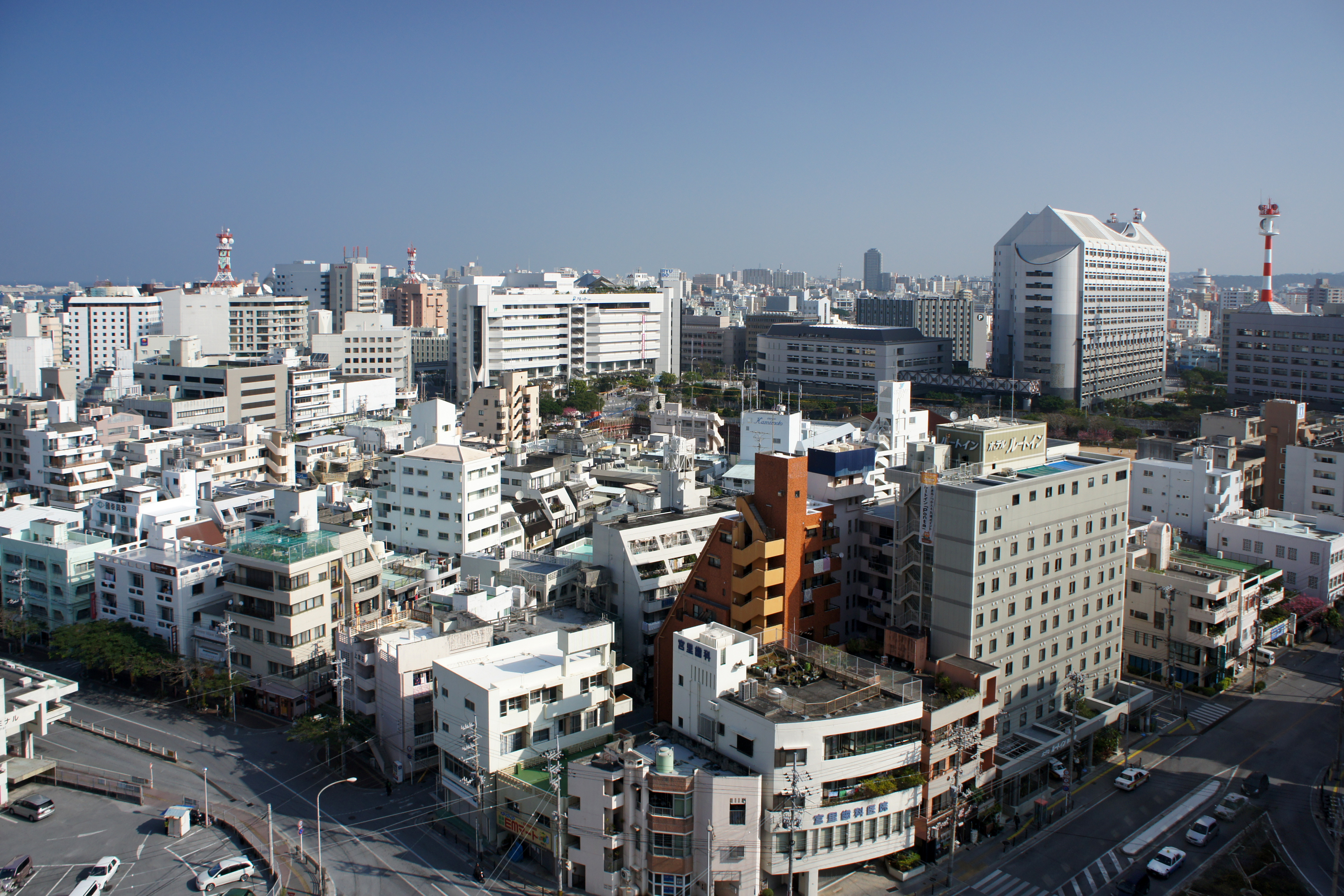
Naha

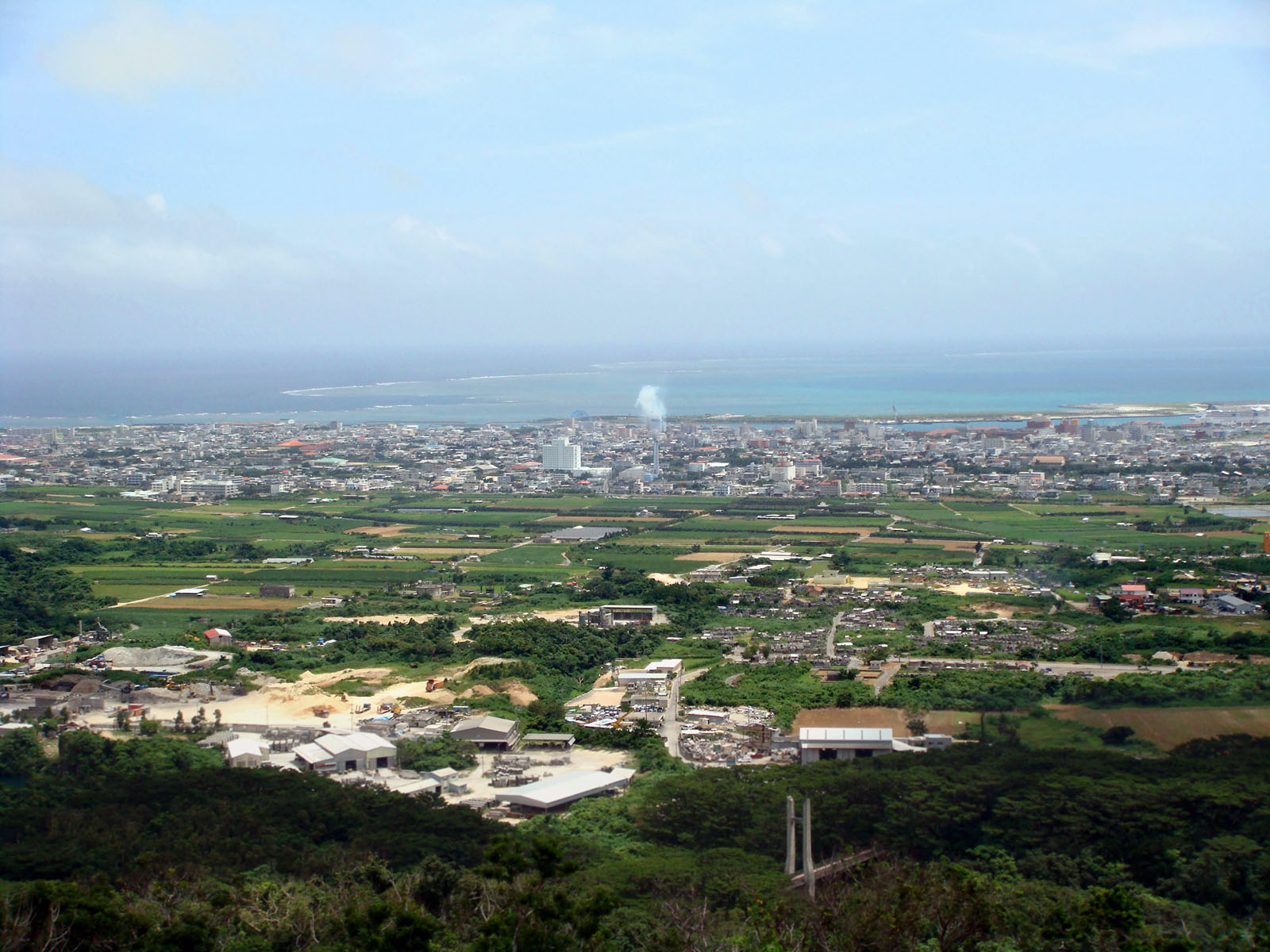
Ishigaki

Prefectura cuprinde 11 localități cu statut de municipiu (市):
| - Ginowan - Ishigaki - Itoman - Miyakojima | - Nago - Naha (centrul prefectural) - Nanjō - Okinawa | - Tomigusuku - Urasoe - Uruma |

## Personalități marcante
- Hikari Mitsushima, actriță
- Gackt (Gakuto Camui)-muzician, scriitor, compozitor, actor

1. ↑  あの日の沖縄 > 1879年3月27日　「沖縄県」の設置 (în japoneză), Okinawa Prefectural Archives[*], arhivat din original la |archive-url= necesită |archive-date= (ajutor)